# Patryk Plewka
Patryk Plewka (Libiąż, 2 gennaio 2000) è un calciatore polacco, centrocampista dello Znicz Pruszków.

## Carriera
Cresciuto nel settore giovanile del Wisła Cracovia, debutta in prima squadra il 27 luglio 2018 in occasione dell'incontro di Ekstraklasa vinto 2-1 contro il Miedź Legnica. Il 2 settembre 2019 viene ceduto in prestito allo Stal Rzeszów in terza divisione, dove gioca 24 incontri segnando due reti, le prime in carriera. Rientrato dal prestito nel 2020, il 18 ottobre segna la sua prima rete in Ekstraklasa contro lo Stal Mielec (6-0).

## Statistiche
Statistiche aggiornate al 14 dicembre 2020.

### Presenze e reti nei club
| Stagione        | Squadra         | Campionato      | Campionato | Campionato | Coppe nazionali | Coppe nazionali | Coppe nazionali | Coppe continentali | Coppe continentali | Coppe continentali | Altre coppe | Altre coppe | Altre coppe | Totale | Totale | Totale |
| Stagione        | Squadra         | Comp            | Pres       | Reti       | Comp            | Pres            | Reti            | Comp               | Pres               | Reti               | Comp        | Pres        | Reti        | Pres   | Reti   |        |
| --------------- | --------------- | --------------- | ---------- | ---------- | --------------- | --------------- | --------------- | ------------------ | ------------------ | ------------------ | ----------- | ----------- | ----------- | ------ | ------ | ------ |
| 2018-2019       | Wisła Cracovia  | EK              | 18         | 0          | CP              | 1               | 0               |                    | -                  | -                  |             | -           | -           | 19     | 0      |        |
| 2019-2020       | Stal Rzeszów    | 2L              | 24         | 2          | CP              | 0               | 0               |                    | -                  | -                  |             | -           | -           | 24     | 2      |        |
| 2020-2021       | Wisła Cracovia  | EK              | 8          | 1          | CP              | 1               | 0               |                    | -                  | -                  |             | -           | -           | 9      | 1      |        |
| Totale carriera | Totale carriera | Totale carriera | 50         | 3          |                 | 2               | 0               |                    | -                  | -                  |             | -           | -           | 52     | 3      |        |